# Alissa White
Alissa White (ur. 31 sierpnia 1974) – szwedzka lekkoatletka specjalizująca się w skoku o tyczce.

## Osiągnięcia
- dwukrotna mistrzyni Szwecji (1996 & 1997)
- wielokrotna rekordzistka kraju

## Rekordy życiowe
- skok o tyczce (stadion) - 3,85 (2003)
- skok o tyczce (hala) - 3,90 (2004)